# Paraí
Paraí is een gemeente in de Braziliaanse deelstaat Rio Grande do Sul. De gemeente telt 6.979 inwoners (schatting 2009).